# Сарпи (округ)
Сарпи (англ. Sarpy County) — округ в штате Небраска. Население — 158 840 человек по данным на 2010 год, что делает его третьим в Небраске по численности населения. Площадь — 640 км². Окружной центр — город Папиллион. В системе автомобильных номеров Небраски округ Сарпи имеет префикс 59. Округ создан в 1871 году.

## Население
По данным переписи 2000 года население составляло 122 595 человек, в округе проживало 33 220 семей, находилось 43 426 домашних хозяйств и 44 981 строения с плотностью застройки 72,0 строения на км². Плотность населения 197,0 человек на км². Расовый состав населения: белые - 89,18%, афроамериканцы - 4,36%, коренные американцы (индейцы) - 0,42%, азиаты - 1,9%, другие расы - 1,86%, представители смешанных рас - 2,20%. Испаноязычные составляли 4,37% от населения.
Средний доход на домашнее хозяйство составлял $53 804 USD, средний доход на семью $59 723 USD. Мужчины имели средний доход $37 230, женщины $26 816. Средний доход на душу населения составлял $21,985 USD Около 3.1% семей и 4,2% населения находятся за чертой бедности, включая 5,3% молодежи (до 18 лет) и 3,3% престарелых (старше 65 лет).